# Domhus
Et domhus eller tinghus er en bygning der har en juridisk funktion for en stat, region, provins, kommune, eller lignende statslig enhed. De er ofte placeret i hovedstæder eller administrationscentre. I mindre kommunale områder vil domhuset ofte være en del af rådhuset.
Som udgangspunkt vil et domhus indeholde én eller flere retsale, dommerrum, juryrum, fængselsceller og vagtrum.